# Vic-sous-Thil
Vic-sous-Thil és un municipi francès, situat al departament de la Costa d'Or i a la regió de Borgonya - Franc Comtat. L'any 2007 tenia 205 habitants.

## Demografia

### Població
El 2007 la població de fet de Vic-sous-Thil era de 205 persones. Hi havia 96 famílies, de les quals 36 eren unipersonals (12 homes vivint sols i 24 dones vivint soles), 28 parelles sense fills, 24 parelles amb fills i 8 famílies monoparentals amb fills.
La població ha evolucionat segons el següent gràfic:
Habitants censats

### Habitatges
El 2007 hi havia 142 habitatges, 98 eren l'habitatge principal de la família, 36 eren segones residències i 8 estaven desocupats. 137 eren cases i 4 eren apartaments. Dels 98 habitatges principals, 87 estaven ocupats pels seus propietaris, 9 estaven llogats i ocupats pels llogaters i 2 estaven cedits a títol gratuït; 1 tenia una cambra, 9 en tenien dues, 14 en tenien tres, 22 en tenien quatre i 52 en tenien cinc o més. 80 habitatges disposaven pel capbaix d'una plaça de pàrquing. A 43 habitatges hi havia un automòbil i a 43 n'hi havia dos o més.

### Piràmide de població
La piràmide de població per edats i sexe el 2009 era:
| Homes | Edats   | Dones |
| ----- | ------- | ----- |
| 0     | 95 o +  | 0     |
| 0     | 90 a 94 | 0     |
| 0     | 85 a 89 | 0     |
| 0     | 80 a 84 | 0     |
| 0     | 75 a 79 | 4     |
| 12    | 70 a 74 | 12    |
| 12    | 65 a 69 | 4     |
| 8     | 60 a 64 | 0     |
| 8     | 55 a 59 | 12    |
| 4     | 50 a 54 | 8     |
| 12    | 45 a 49 | 8     |
| 8     | 40 a 44 | 0     |
| 16    | 35 a 39 | 4     |
| 8     | 30 a 34 | 8     |
| 4     | 25 a 29 | 8     |
| 0     | 20 a 24 | 0     |
| 4     | 15 a 19 | 4     |
| 4     | 10 a 14 | 4     |
| 8     | 5 a 9   | 4     |
| 4     | 0 a 4   | 12    |

## Economia
El 2007 la població en edat de treballar era de 125 persones, 93 eren actives i 32 eren inactives. De les 93 persones actives 90 estaven ocupades (48 homes i 42 dones) i 3 estaven aturades (2 homes i 1 dona). De les 32 persones inactives 18 estaven jubilades, 7 estaven estudiant i 7 estaven classificades com a «altres inactius».

### Ingressos
El 2009 a Vic-sous-Thil hi havia 101 unitats fiscals que integraven 216 persones, la mediana anual d'ingressos fiscals per persona era de 16.372 €.

### Activitats econòmiques
Dels 11 establiments que hi havia el 2007, 2 eren d'empreses de construcció, 1 d'una empresa de comerç i reparació d'automòbils, 1 d'una empresa de transport, 1 d'una empresa d'hostatgeria i restauració, 1 d'una empresa financera, 3 d'empreses de serveis, 1 d'una entitat de l'administració pública i 1 d'una empresa classificada com a «altres activitats de serveis».
L'únic servei als particulars que hi havia el 2009 era un paleta.
L'any 2000 a Vic-sous-Thil hi havia 15 explotacions agrícoles que ocupaven un total de 1.050 hectàrees.

## Poblacions més properes
El següent diagrama mostra les poblacions més properes.